# غوردون والاس (لاعب كرة قدم كندي)
غوردون والاس (6 يناير 1955 بغلاسكو في المملكة المتحدة - ) هو لاعب كرة قدم كندي في مركز الهجوم. شارك مع منتخب كندا لكرة القدم. أما مع النوادي، فقد لعب مع Montreal Olympique ‏ وتورونتو بليزارد وMontreal Castors ‏.

## وصلات خارجية
- غوردون والاس على موقع قاعدة بيانات كرة القدم.إي يو (الإنجليزية)
- غوردون والاس على موقع ناشيونال فوتبول تيمز (الإنجليزية)